# Bricelyn (Minnesota)
Bricelyn es una ciudad ubicada en el condado de Faribault en el estado estadounidense de Minnesota. En el Censo de 2010 tenía una población de 365 habitantes y una densidad poblacional de 480,98 personas por km².

## Geografía
Bricelyn se encuentra ubicada en las coordenadas 43°33′39″N 93°48′47″O / 43.56083, -93.81306. Según la Oficina del Censo de los Estados Unidos, Bricelyn tiene una superficie total de 0.76 km², de la cual 0.76 km² corresponden a tierra firme y (0%) 0 km² es agua.

## Demografía
Según el censo de 2010, había 365 personas residiendo en Bricelyn. La densidad de población era de 480,98 hab./km². De los 365 habitantes, Bricelyn estaba compuesto por el 92.6% blancos, el 2.47% eran afroamericanos, el 1.37% eran amerindios, el 0.82% eran asiáticos, el 0% eran isleños del Pacífico, el 0.55% eran de otras razas y el 2.19% pertenecían a dos o más razas. Del total de la población el 9.59% eran hispanos o latinos de cualquier raza.